# Горловий Михайло Петрович
Миха́йло Петро́вич Горлови́й (19 жовтня 1952, Щербанівка — 31 березня, 2024, Щербанівка) — український скульптор і поет; член Спілки художників України з 1993 року та Національної спілки письменників України з 1998 року.

## Біографічні дані
Народився 19 жовтня 1952 року у селі Щербанівці Обухівського району Київської області (нині Україна). Протягом 1986—1992 років навчався на факультеті скульптури у Київському художньому інституті, де його викладачами були Валентин Борисенко, Іван макогон, Віктор Сухенко, Володимир Чепелик, Макар Вронський.
Працював на виробництві; обіймав посаду головного художника у РБУ–1 «Київзеленбуду». Мешкав у Києві в будинку на проспекті Червоної Калини, № 21, квартира № 1. Помер у Щербанівці 31 березня 2024 року.

## Творчість

### Скульптура
Працював у галузях станкової і монументальної скульптури. Серед робіт:
станкова скульптура
- «Амазонка на коні» (1989)[5];
- «Стугна» (1990, бронза)[5];
- «Джерела українського народу» (1994);
- «Амазонка на коні» (1994);
- «Ранок» (1994);
- «На прогулянці» (1994, бронза, граніт[4]);
- «Зустріч» (1994);
- «Сонячний день» (1994);
- «Виростеш ти, сину» (1996);
- «Акробат» (1996, шамот, ангоби);
- «Катерина» (1996, дерево[4]);
- «Ню» (1997);
- «Купальниця» (1998, бронза, камінь)[5];
- «Композиція 7» (1998, бронза, камінь)[5];
- «Тривога» (1999);
- «Арій» (1999);
- «Середземномор'я» (1999);
- «Трипільська серія»
  - «Музика»;
  - «Астролог»;
  - «Хлопчик»;
  - «Мисливець»;
  - «Дівчинка»;
  - «Трипільський торс» (шамот, ангоби, дерево[4]);
- «Дана» (шамот, ангоби, дерево[4]);
- «Кобзар»;
- «Скіф»;
- «Іван Богун»;
- «Материнство»;
- «Берегиня роду»;
- «Лілея»;
- «Хвиля»;
- «Ярило»;
- «Викрадення Європи».

пам'ятники
Автор
- 1989 — Жертвам Голодомору 1932—1933 років у селі Щербанівці;
- 2002 — Степану Бандері у місті Бучачі;
- 2009 — Жертвам Голодомору 1932—1933 років у селі Козині,;
- 2009 — Жертвам Геноциду українського народу у селі Зікрачах;
- 2021 — Митрополиту Київському і Галицькому Тимофію Щербацькому у селі Щербанівці;.

Співавтор
- 1995 — Гетьману Івану Виговському у селі Германівці;
- 1996 — Легендарній медсестрі 1941—1945 років Олені Ковальчук у селі Германівці;
- 1997 — 1000-ліття села Трипілля у селі Трипіллі;
- 1999 — Григорію Косинці у селі Красному Першому;
- 2000 — Першовідкривачеві Трипільської культури Вікентію Хвойці у селі Трипіллі;
- 2003 — Воїнам-афганцям у місті Обухові;
- 2005 — Уласу Самчуку у місті Рівному;
- 2020 — полковнику Петру Болбочану у місті Києві;
- 2021 — полковнику Василю Вишиваному у місті Києві.

Співавтор меморіальних таблиць
- 1994 — Гетьману України Пилипу Орлику у місті Києві;
- 1995 — Андрію Малишку в місті Обухові;
- 1997 — Леоніду Коваленку у місті Києві;
- 1998 — Василю Швецю у місті Києві;
- 1999 — Василю Чухлібу в місті Українці;
- 2001 — Петру Швецю в селі Гусачівці;
- 2017 — Андрію Малишку в місті Обухові.

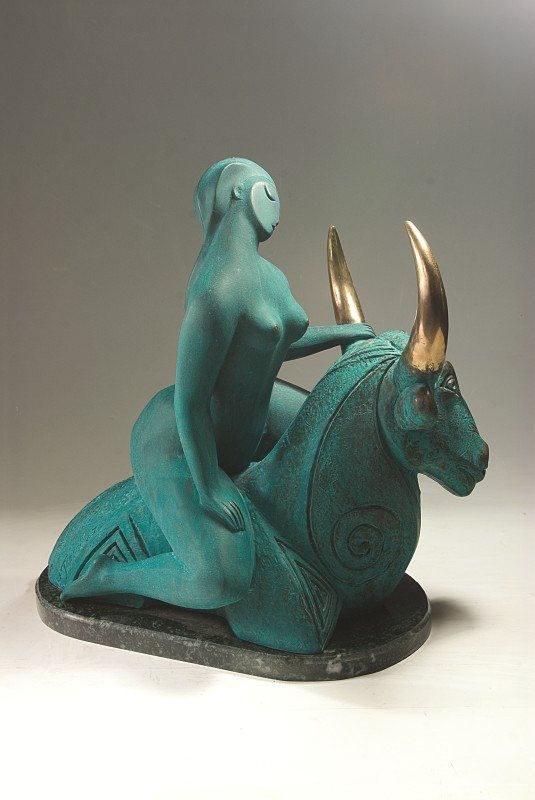
Викрадення Європи.
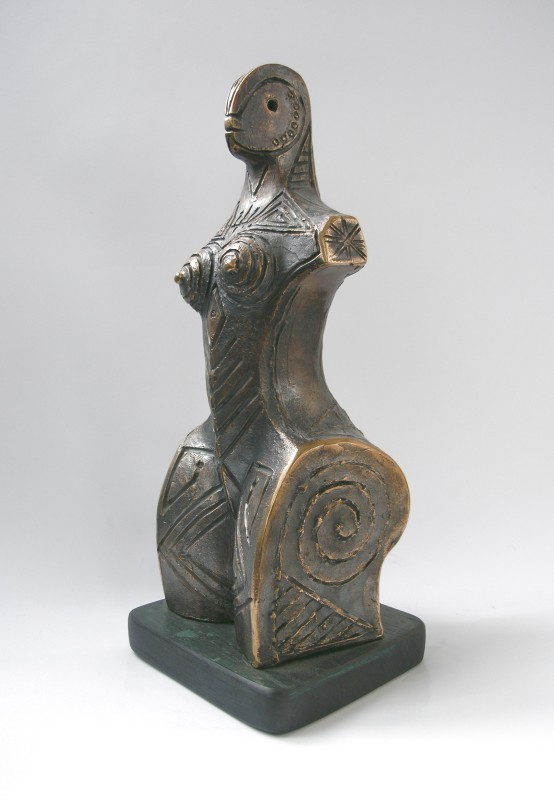
Трипільський торс.
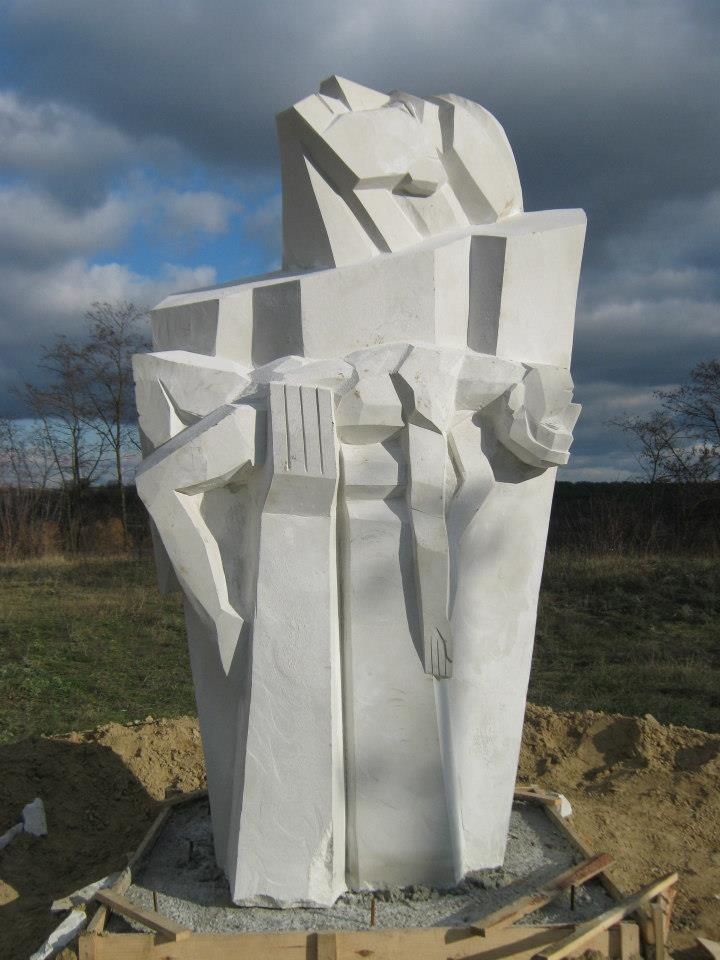
Памятник Жертвам Геноциду українського народу у селі Зікрачах.
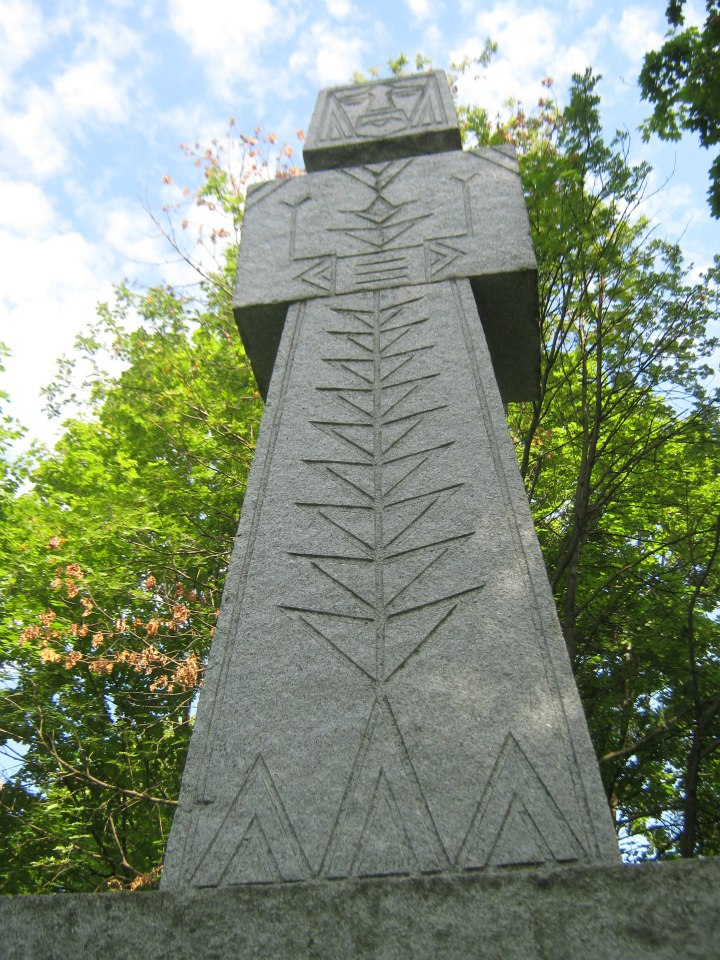
Памятник 1000-ліття у селі Трипіллі.
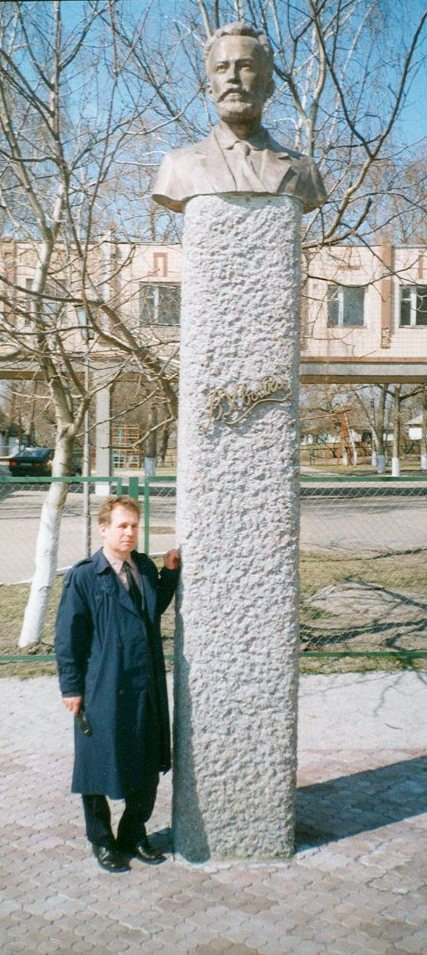
Погруддя Вікентію Хвойці у Трипіллі.
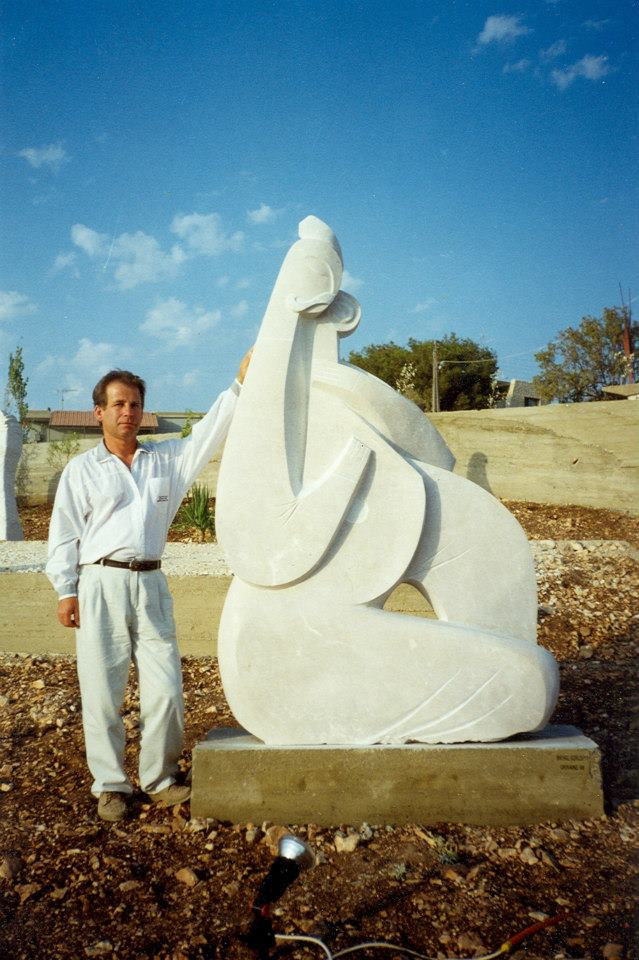
Пісня з України. Ліван.
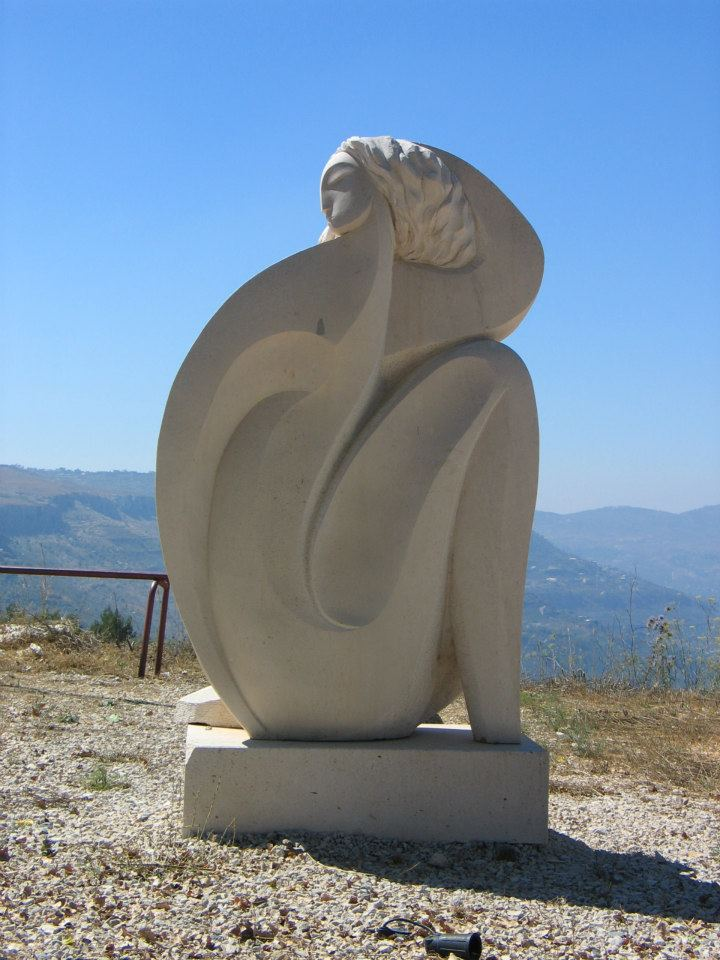
Амазонка-Сарматка. Алей. Ліван.

Учасник виставок з 1977 року, зокрема:
Групові виставки
- 1977 — Центральний виставочний комплекс, Київ;
- 1980 — Будинок культури заводу «Більшовик», Київ;
- 1990—1992 — Всеукраїнські весніні виставки. Центральний будинок художника, Київ;
- 1990—1994 — Всеукраїнські осінні виставки. Центральний будинок художника, Київ;
- 1991 — Всеукраїнська виставка «500 років Козацтва України», Київ;
- 1993 — Всеукраїнська виставка «Голодомор в Україні 1932—1933 рр», Київ;
- 1994 — Конкурс «Київська скульптура — 94». Галерея «Київ», Київ;
- 1995 — Виставка «Весна». галерея «Київ», Київ;
- 1995 — Виставка «Осіння палітра Києва». Галерея «Лавра», Київ;
- 1995 — Всеукраїнська виставка «До 400-річчя Богдана Хмельницького», Київ;
- 1996 — Виставка «Україна — Грузія». Галерея «Київ», Київ;
- 1997 — Виставка «350 років композитору Артемію Веделю». Києво-Могилянська академія, Київ;
- 1998—1999 — Всеукраїнська виставка «Весна». Центральний будинок художника, Київ;
- 1999 — «Триєнале-99». Центральний будинок художника, Київ;
- 1999, 2000, 2004, 2006, 2007, 2010 — Всеукраїнські виставки «Осінь». Центральний будинок художника, Київ;
- 1999 — Всеукраїнська виставка «Різдвяний салон». Центральний будинок художника, Київ;
- 2000 — Виставка творчого гурту «Світовид». Національний музей Тараса Шевченка, Київ;
- 2000 — Виставка, присв'ячена творчості мистецтвознавця В. Підгори. Національний музей Тараса Шевченка, Київ;
- 2001 — Виставка творчого гурту «Світовид». Національний музей Тараса Шевченка, Київ;
- 2001 — Всеукраїнська виставка до дня художника. Центральний будинок художника, Київ;
- 2003 — Всеукраїнська виставка «Весняний салон-2003». Центральний будинок художника, Київ;
- 2005 — Всеукраїнська виставка. Центральний будинок художника, Київ;
- 2006 — Всеукраїнська художня виставка «Україна від Трипілля до сьогодення в образах сучасних художників». Центральний будинок художника, Київ;
- 2007—2010 — Великий скульптурний салон. Український дім, Київ;
- 2008—2010 — Всеукраїнська художня Різдвяна виставка. Центральний будинок художника, Київ;
- 2008 — Всеукраїнська художня виставка «Україна від Трипілля до сьогодення в образах сучасних художників». Київ—Луганськ—Львів—Ужгород;
- 2008 — Всеукраїнська художня виставка до дня художника. Центральний будинок художника, Київ;
- 2010 — Всеукраїнська художня виставка «Україна від Трипілля до сьогодення в образах сучасних художників». Центральний будинок художника., Київ;
- 2010—2011 — Виставка мистецького гурту «Світовид». Національний музей Тараса Шевченка, Київ;
- 2011 — Великий скульптурний салон. Мистецький Арсенал, Київ;
- 2011 — Всеукраїнське триєнале по скульптурі. Центральний будинок художника, Київ;
- 2012 — Всеукраїнська художня виставка  «Україна від Трипілля до сьогодення в образах сучасних художників». Центральний будинок художника, Київ;
- 2013 — Великий скульптурний салон. Мистецький Арсенал, Київ;
- 2015 — Всеукраїнська художня виставка «Україна від Трипілля до сьогодення в образах сучасних художників». Центральний будинок художника, Київ;
- 2019 — Центральний будинок художника 50 років Київської організації Національної спілки художників України 1969—2019, Київ;
- 2019 — Всеукраїнська виставка жіночий портрет Центральний будинок художника, Київ;
- 2019 — Виставка українських художників, Бейрут;
- 2019 — Муніципальна галерея мистецтв виставка «Від Мамая до Болбочана», Київ;
- 2019 — Всеукраїнська виставка портрет Центральний будинок художника, Київ;

Персональні виставки
- 1987 — 1989 — Обухівський історично-краєзнавчий музей;
- 1994 — «Ми — Трипільці». Національна галерея України, Київ;
- 1995 — «Трипілля». Галерея «Грифон», Київ;
- 2002 — «Я — Скит з Трипільських праглибин». Національний музей Тараса Шевченка, Київ;
- 2003—2004 — Фестивалі «Ржищівський вінок», Ржищів;
- 2007 — Українсько-канадська мистецька фундація, Торонто;
- 2007 — Український історичний фонд, Едмонтон;
- 2008 — Мистецький центр, Калгарі;
- 2012 — Музей Української літератури «Мізекнсько — Трипільське коріння», Київ;
- 2018 — Муніципальна галерея мистецтв Деснянського району Києва;
- 2018 — село Вишеньки. Школа, котеджне містечко;
- 2019 — Муніципальна галерея мистецтв Деснянського району Києва;
- 2022 — Муніципальна галерея мистецтв Деснянського району Києва.

Окремі роботи зберігаються в Музеї історії Києва, Обухівському історико-краєзнавчому музеї, Музеї сучасного мистецтва України у Києві, в приватних колекціях у Канаді, Сполучених Штатах Америки, Фінляндії, Франції, Лівані.

### Літературна творчість
Автор книг поезій та спогадів:
- «Я — скит з трипільських праглибин» (1996);
- «Діти Дажбога» (2000);
- «Дорога в Україну» (2002);
- «Поезія в камені» (2011);
- «Щербанівка» (2014; нариси з історії села Щербанівки).

## Відзнаки[3]
- Літературно-мистецька премії американських меценатів Марії та Івана Гнипів (за монументальну пропаганду діячів Української культури);
- Медаль «Будівничий України».